# Cola Pelikan

Diseño de una cola Pelikan

La cola Pelikan es un diseño  experimental de cola para aviones de combate, originalmente concebido por Ralph Pelikan. Pelikan, contratado por McDonnell (posteriormente McDonnell Douglas después de la fusión de McDonnell con Douglas), finalizó su carrera en Boeing tras otra fusión. No consta que su diseño haya sido incorporado a ninguna aeronave, aunque se incluyó en las especificaciones de diseño originales del caza Boeing X-32.

## Ventajas y desventajas

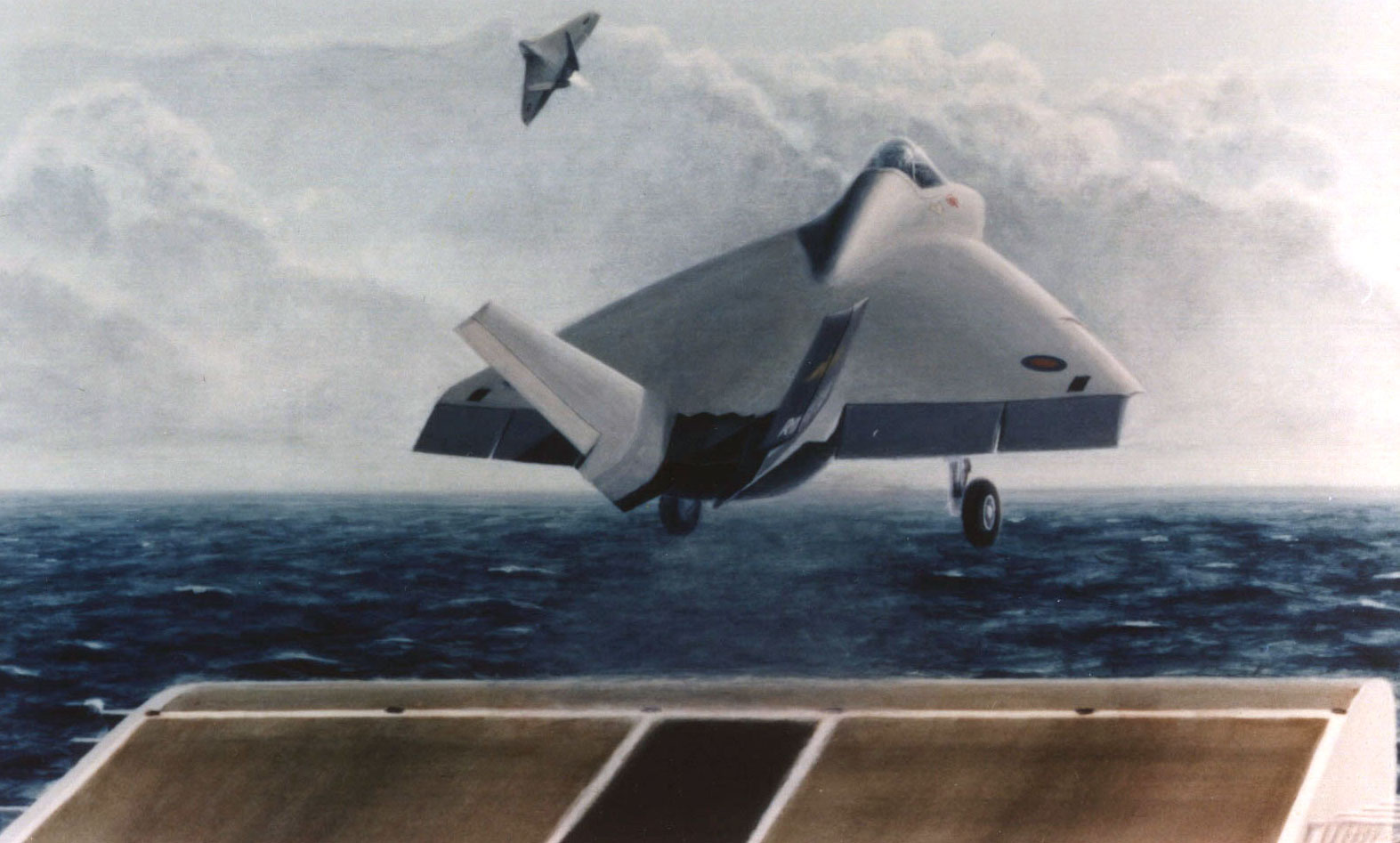
Boceto del proyecto del X-32, en el que se aprecia la cola Pelikan inicialmente prevista

El diseño de Pelikan difiere del diseño típico de las superficies de control de vuelo y del empenage (incorporando alerones en el ala, un estabilizador horizontal con timones de profundidad y un estabilizador vertical con una deriva), en que se utilizan solo dos superficies móviles para conseguir el control del giro, del alabeo y del cabeceo. Cuando el diseño fue evaluado por los ingenieros de Boeing en octubre de 1998 mientras estaban diseñando el futuro X-32,  confirmaron las ventajas del mayor control de las maniobras con ángulos altos de ataque. Además, dos superficies de cola tendrían un eco de radar más bajo que las cuatro superficies que finalmente se adoptaron. Aun así, también se constató que utilizar dos superficies de control más grandes en vez de cuatro de hecho podría hacer la aeronave más pesada. Las bombas hidráulicas más grandes y los cilindros necesarios para accionar las superficies más grandes añadirían  de 360 a 410 kg de peso al diseño. Esta circunstancia, unida a otros factores, hicieron que finalmente se adoptara el sistema tradicional de cuatro superficies.

## Pruebas en Virginia Tech
Los alumnos de la Universidad de Tecnología de Virginia construyeron una aeronave de prueba con una cola Pelikan. obteniendo resultados positivos de cara a su viabilidad utilizando un túnel de viento. El análisis realizado por los alumnos encontró varias ventajas, como una área de superficie vertical más reducida (lo que contribuye a dificultar su detección por los radares); menos arrastre debido a la fricción con el fuselaje; y un peso más bajo debido a la necesidad de utilizar solo dos actuadores hidráulicos frente a los cuatro habituales.